# Xicoténcatl, Tamaulipas
Xicoténcatl är en ort i Mexiko.   Den ligger i kommunen Xicoténcatl och delstaten Tamaulipas, i den centrala delen av landet, 400 km norr om huvudstaden Mexico City. Xicoténcatl ligger 95 meter över havet och antalet invånare är 9 346.
Terrängen runt Xicoténcatl är huvudsakligen platt, men norrut är den kuperad. Terrängen runt Xicoténcatl sluttar söderut. Runt Xicoténcatl är det ganska glesbefolkat, med 23 invånare per kvadratkilometer. Xicoténcatl är det största samhället i trakten. Omgivningarna runt Xicoténcatl är en mosaik av jordbruksmark och naturlig växtlighet.